# Żytelkowo
Żytelkowo (niem. Siedkow) – wieś sołecka w Polsce położona w województwie zachodniopomorskim, w powiecie białogardzkim, w gminie Białogard. W latach 1975–1998 wieś należała do województwa koszalińskiego. W roku 2007 wieś liczyła 187 mieszkańców. Jedna z najstarszych wsi powiatu.

## Położenie
Wieś leży ok. 8 km na południowy wschód od Białogardu, między Dobrowem a miejscowością Klępino Białogardzkie, przy trasie byłej linii wąskotorowej Białogard – Świelino. Wieś w układzie okolnicy położona w zakolu rzeki Liśnicy, na południowy wschód od wzniesienia Niwka.
Wzniesienie Niwka o wysokości 88 m n.p.m. to pagórek kemowy występujący we wsi, pagórek kemowy Dąbrowica położony jest niedaleko Żytelkowa w lesie.
Przez miejscowość prowadzi lokalny, turystyczny szlak rowerowo-pieszy Szlak wschodni wokół Białogardu.

## Historia
Miejscowość o metryce średniowiecznej, w roku 1489 było już wzmiankowane w dokumencie księcia pomorskiego Bogusława X. W 1. poł. XVI wieku w Żytelkowie funkcjonowały dwa majątki stanowiące własność rodzin Wolde i Versen. W pierwszej ćwierci XVIII wieku obie posiadłości przeszły na własność von Kleistów (Kleszczy), w których rękach pozostały do XIX wieku. Dobra rycerskie zostały w 1899 roku rozparcelowane i zasiedlone. Ostatnim właścicielem majątku ziemskiego był Gustav Drews, zastrzelony w marcu 1945 r. przez rosyjskich żołnierzy. Pod koniec XIX wieku Żytelkowo posiadało szlachecką siedzibę, w której znajdowały się dwa folwarki, owczarnia, młyn wodny. Był tam pastor, kościelny, dwóch chłopów, trzech robotników i kowal. W połowie XIX w. było tutaj 263 mieszkańców, 31 domów, 23 gospodarstwa, młyn wodny. W 1939 roku wieś liczyła 277 mieszkańców.

## Zabytki
Do wojewódzkiego rejestru zabytków wpisany jest::
- kościół ewangelicki, obecnie rzymskokatolicki filialny pod wezwaniem Nawiedzenia NMP[3][4], eklektyczny z XVII/XX wieku, nr rej. 199 z 1 lipca 1959 r. Kościół filialny, rzymskokatolicki, należący do parafii pw. Jana Kantego w Dobrowie, dekanatu Bialogard, diecezji koszalińsko-kołobrzeskiej, metropolii szczecińsko-kamieńskiej. Obecna bryła kościoła datowana jest na XVIII wiek, patronat nad nim sprawowała rodzina von Kleist (Kleszcze). Przypuszcza się, że parafia w Żytelkowie została założona po tym jak biskup Otton z Bambergu był na swojej drugiej wyprawie chrystianizacyjnej i nawracał ludzi w Białogardzie. Tak więc kościół mógł powstać około 1128 r. Wnętrze kościoła zostało zmienione poprzez przemalowania i remonty. Na ambonie można przeczytać rok 1569. Również kropielnica kamienna na prawo od drzwi odnosi się do okresu średniowiecza. W 1643 r., kiedy to wojska cesarskie pod dowództwem von Krockowa przybyły na Pomorze, z powodu walk ze Szwedami kościół został bardzo zniszczony. Wyrwano z niego ołtarz, kazalnicę i ławki. Naruszono styl kościoła i spustoszono dom proboszcza. Patronat kościoła w związku z licznymi zniszczeniami prosi 9 kwietnia 1646 r. szwedzkiego kapitana i sędziego praw w Białogardzie Jakuba Fleminga o przyznanie dochodów umożliwiających odbudowę parafii. Nie została ta prośba spełniona, ponieważ kościół dźwignął się dzięki swoim patronom, których imiona i herby można odnaleźć w kościele. Po II wojnie w 1946 r. stał się kościołem katolickim. Usytuowany jest w centrum wsi na płaskim terenie, otoczony owalnym zbliżonym do trójkąta placem o prostej podłodze urbanistycznej w całości wypełnionej trawiastą polaną, z drzewami rosnącymi wzdłuż granicy, są to pojedyncze wiekowe klony, kasztanowce, jesiony, lipy. Teren przykościelny ogrodzony płotem z betonowych segmentów, pierwotnie znajdował się na nim cmentarz obecnie nieistniejący. Kubatura ok. 3304 m³, pow. użytkowa ok. 236 m². Z wyposażenia kościoła zachował się prawie cały wystrój tworzący zespół altanowy. Barokowy ołtarz główny z ok. 1655 r., ambona z XIX w., empory organowe z XIX wieku, dzwon z 1756 r., barokowa chrzcielnica. Niektóre przedmioty tzw. zabytki ruchowe zostały przekazane do Muzeum Pomorza Środkowego w Słupsku.

inne zabytki
- park pałacowy znajduje się w miejscowości, o powierzchni 5,35 ha, założony w pierwszej poł. XIX wieku, położony jest pomiędzy stromym południowym stokiem Góry Niwka, rzeką Liśnicą i zabudowaniami wiejskimi. W drzewostanie dominują gatunki rodzime, jeden silnie uszkodzony jesion wyniosły jako pomnik przyrody o obw. 607 cm, buki czerwonolistne, daglezje i świerki pospolite. Przed pałacem znajduje się klomb obsadzony ligustrem. W leśnej aktualnie części założenia, grupa jodeł
- Pałac w Żytelkowie, bezstylowy, ale o pokaźnych rozmiarach, jest dwukondygnacyjny, z dachem mansardowym i zamieszkanym poddaszem
- w Żytelkowie są dwa nieczynne cmentarze ewangelickie:
  - położony ok. 300 m na zachód od wsi na skraju lasu o pow. 0,42 ha, w runie znaleźć można: bluszcz, konwalię majową, barwinka
  - przykościelny o pow. 0,23 ha, w którym rosną dęby szypułkowe (jeden o obw. 300 cm), lipy drobnolistne, klony zwyczajne i topole białe.
- szachulcowa stodoła z pierwszej połowy XIX wieku – zagroda nr 9.

## Przyroda
Na terenie byłej tuczarni rośnie jesion wyniosły o obw. 630 cm, wys. 41 m, wiek 450 lat.
Ze wsi w kierunku zachodnim do lasu prowadzi śródpolna aleja po obu stronach drogi o długości 150 m, którą tworzą dęby szypułkowe i brzozy brodawkowate o obw. 270 – 310 cm.

## Gospodarka
We wsi wzdłuż rzeki Liśnicy działa hodowla pstrąga potokowego.

## Transport
W miejscowości znajduje się przystanek komunikacji autobusowej.

## Kultura i sport
We wsi znajduje się boisko sportowe.